# 水交社
水交社（すいこうしゃ）とは、1876年（明治9年）3月21日に海軍省の外郭団体として創設された日本海軍将校の親睦・研究団体である。名称の由来は『荘子』の「君子之交淡若水」から採用命名された。総裁は海軍将官の現役皇族、社長は現任海軍大臣の兼務であった。

## 概要
海軍士官専用の旅館や喫茶店なども経営し、会員と施設利用は海軍士官・高等文官・士官候補生などの海軍幹部関係者に限定だった。水交社自体は太平洋戦争（大東亜戦争）の終戦に伴い、海軍省と共に消滅したが、1952年（昭和27年）に財団法人水交会として復興した。
機関紙「水交社記事」を発行していた。なお水交会編で『回想の日本海軍』（原書房、1985年）が出版されている。
また旧外地の台湾台南市汐見町にかつて水交社の建築物があり（後に眷村になった）、戦後「水交社」が汐見町の代りに地名（zh:水交社 (臺南市)）となり現在も使用されている。

## 所在地
- 明治時代は築地にあった。現在の中央区築地5丁目6番付近で海軍大学校、医学校、経理学校なども現在の築地市場の敷地にあった[3]。
- 移転後は水交社が消滅するまで東京都港区飯倉町（現港区麻布台2丁目のメソニック38、39MTビルあたり）にあり、紅葉館の敷地と隣接していた。

## 水交社本部ビル
山本五十六の葬儀は麻布飯倉町の水交社で行なわれた。1943年（昭和18年）6月に行われた山本五十六元帥の国葬の列は、麻布飯倉町2丁目交差点近くの「水交社本部ビル」から出発した。
敗戦後の水交社解散後に、空襲から焼け残り空家となった、大きな白い建物であった「水交社本部ビル」は米軍に接収され、米軍関係者のサロンや宿舎に使用された。後に米軍は日本政府へ、「旧日本海軍の水交社を返還する」と通告した。しかし、「水交社本部ビル」が使われなくなっても返還されず、その代わり、占領軍のフリーメイソンによって占拠され、入り口には「メソニック・ビル」の表示が掲げられた。
1949年（昭和24年）暮れに接収が解除された後、1950年（昭和25年）6月に、国（占領下の日本政府の大蔵省）から、土地、建物とも、最低価格の8千万円で優先的に、「宗教法人東京メソニックロッジ協会」（財団法人東京メソニック協会の前身、現・一般財団法人メイスン財団）に払い下げられ、8月には所有権取得登記が行われた。屋上にコンパスと直角定規の大きなシンボルマークが掲げられた時期もあった。
「メソニック・ビル」には、日本のフリーメイソンの中核となる「日本グランド・ロッジ」（1957年（昭和37年）3月設立）が入居していた。現在の黒くて低層の「東京メソニックビル」（東京メソニックセンター、地上2階 地下2階）は1981年（昭和56年）5月に定礎されて（定礎式が行われた年か竣工年かは不明）建て替えられたものだが、一室には水交社時代の応接室が再現されている。
現在の「東京メソニックビル」内には、日本のフリーメイソンの中枢が集まっており、「日本グランド・ロッジ」の他、いくつかのブルーロッジ、リサーチ・ロッジやアメリカ管轄のロッジも含め、事務所が割当てられており、秘書業務・財務業務が行われている。また、付帯組織である「ヨーク・ライト」（York Rite）や「スコティッシュ・ライト」（Scottish Rite）も事務所を構えている。地上1階はエントランスだけで何もない。地上2Fには「日本グランドロッジ」や「ヨーク・ライト」や「スコティッシュ・ライト」などのオフィスやライブラリがあり、地下1Fには各ロッジのオフィスがある。地下2Fにはブルーロッジやスコティッシュ・ライトホールやダイニングホールやキッチンがある。
この接収を巡っては、1952年（昭和27年）に結成された「水交会」（水交社の後身、大日本帝国海軍・海上自衛隊関係者によるOB団体）が、「国際法違反である」として、資産取り戻し訴訟を起こして、建物の返還を要求した。その後、10年越しの民事裁判が続けられたが、裁判開始から14年後の1966年（昭和41年）に、フリーメイソン側が金1000万円を支払うということで「水交会」側の実質敗訴の形で和解が成立し、水交社跡地はフリーメイソンの物となった。